# Conesus Hamlet, New York
Conesus Hamlet, New York (енгл. Conesus Hamlet) насељено је место без административног статуса у америчкој савезној држави Њујорк.

## Демографија
По попису из 2010. године број становника је 308.
| Група             | 2000.    | 2010.       |
| Белци             | 0 (0,0%) | 289 (93,8%) |
| Афроамериканци    | 0 (0,0%) | 6 (1,9%)    |
| Азијати           | 0 (0,0%) | 1 (0,3%)    |
| Хиспаноамериканци | 0 (0,0%) | 6 (1,9%)    |
| Укупно            | 0        | 308         |